# Leptokeria
× Leptokeria, (abreviado Lptka) en el comercio, es un híbrido intergenérico entre los géneros de orquídeas Barkeria × Leptotes. Fue publicado en Orchid Rev. 100(1186) cppo: 14 (1992).